# Pilskott
Pilskott är ett gammalt nordiskt längdmått. Härmed avsåg man den längd man kunde skjuta en pil. 
Måttet varierade men kan ha uppgått till omkring 200–300 meter. Enligt några antaganden kan ett pilskott ha motsvarat en tiondels fjärdingsväg, och då motsvarat ca 267 meter.